# Martin Torp
Martin Torp (* 9. Dezember 1957 in Flensburg) ist ein deutscher Komponist, Pianist, Organist und Maler.

## Leben
Torp erlernte als Schüler das Klavier-, Orgel- und Cellospiel, unternahm erste Kompositionsversuche und widmete sich zudem der Malerei. Nach Abitur und Zivildienst studierte er indische Rhythmik in Varanasi und Kirchenmusik an der Hochschule für Kirchenmusik Heidelberg. 1985 ging er nach Berlin, wo er seither lebt. Er war Gaststudent bei Volker Stelzmann an der Universität der Künste Berlin (1988/89), hatte mehrjährigen Tonsatzunterricht im Rahmen seines Musikstudiums und private Konsultationen bei dem Eisler-Schüler Gerhard Rosenfeld in den Jahren 1997–2001.
Als Maler hat Torp vielfach ausgestellt, als Organist und Pianist deutschlandweit solistisch konzertiert. Zwei von ihm selbst eingespielte CDs mit eigenen Klavierwerken wurde von den Labels Hastedt und primTON produziert. 1998 erhielt er ein Kompositions-Stipendium der Fritz-Berg-Stiftung. Seine sinfonische Kantate Psalm 103 wurde beim internationalen Kompositionswettbewerb Göttinger Psalter 2012 preisgekrönt. Ab dem Jahr 2002 erschienen einige von ihm zusammengestellte CDs mit Musik des 20. Jahrhunderts bei Decca und Deutsche Grammophon. 2005 schuf Martin Torp als einer von acht beauftragten Komponisten zum 450. Jahrestag des Augsburger Religionsfriedens einen Teil des Oratoriums für den Frieden, dessen Uraufführung auf CD veröffentlicht wurde. 2008 verlegte der Furore Verlag Torps Orchesterfassung des Klavierzyklus Das Jahr von Fanny Hensel.

## Werk und Stilistik
Torps kompositorisches Schaffen umfasst zahlreiche musikalische Gattungen. Er schrieb unter anderem fünf abendfüllende Oratorien, fünf chorsymphonische Kantaten, neun Sinfonien für großes Orchester, ein Klavierkonzert sowie zahlreiche Kammermusik- und Klavierwerke. Zahlenmäßig überwiegen in seinem Œuvre Kammer- und Klaviermusik. Torp komponiert zumeist in einer erweiterten Form von Tonalität.
Manche seiner Kompositionen verarbeiten Einflüsse aus außereuropäischen Musiktraditionen wie der indonesischen und der japanischen, einige weisen Jazz-Prägung auf. Auch avantgardistische Gestaltungsmittel (Cluster, Mikrointervalle, Geräusche etc.) kommen bei Torp gelegentlich vor, in seinen Kompositionen aber meistens nur sehr sparsam dosiert. Für Experimentelles hat er die skizzenhafte Notationsform des „Improvisations-Konzepts“ entwickelt. Diese ermöglicht den Interpreten ein Maximum an Spontaneität und resultiert zumeist in hochkomplex und frisch wirkenden Miniaturen. Als Maler bevorzugt Martin Torp die Abstraktion, die er für besonders musikverwandt hält. Nicht wenige seiner Bilder beziehen sich auf eigene Musik. Phasenweise hat er sich auch der Portrait- und Landschaftsmalerei gewidmet.

## Werkverzeichnis (Auswahl)

### Vokalwerke
- Siehe, ich mache alles neu, Oratorium für 5 Soli, Chor und Orchester, 1997–2001
- Johannes-Passion, Oratorium für 4 Soli, Chor und Orchester, 2017/2018
- Weihnachts-Oratorium für 4 Soli, Chor und Orchester, 2018/2019
- Requiem für 2 Soli, Chor und Orchester, 2020/2021
- Von guten Mächten (Bonhoeffer-Oratorium für Sprecher, 2 Soli, Chor und Orchester), 2021/2022
- Te Deum für 4 Soli, Chor, Orchester, 2013
- Reformations-Sinfonie (Sinfonie Nr. 5) für 4 Soli, Chor und Orchester, 2016/17
- Psalm 90 (Kantate zum Mozart-Requiem) für 4 Soli, Chor und Orchester, 2016
- Psalm 103, Kantate für Bariton, Chor und Orchester, 2011
- Sanctus, chorsymphonische Kantate für Chor, Blechbläser-Ensemble und Schlagzeug, 2009/10
- Vier Motetten (Text: Gerhard Tersteegen) für Chor a cappalla, 2004
- Credo, Kantate für Chor und Kammerorchester, 2013
- Im Licht der Liebe. Vier geistliche Gesänge (Text: Angelus Silesius) für Chor und Orgel, 2004
- Magnificat für Chor und Orgel (+ 2 Trp. und 2 Pos. ad lib.), 2011
- 3 Psalmen (Ps. 100, 117, 130) für einst. Kinderchor, Trompete, Orgel und Schlagzeug, 2014
- Du führst den Geist ins Weite. Ein geistliches Lied nach Hildegard von Bingen für Bariton, Streichquintett und Schlagzeug, 2005
- Frühlingslieder (12 Lieder nach eigenen Texten) für mittlere Stimme und Klavier, 2006
- Die 12 Monate (12 Haiku für Mezzosopran, Violine und Klavier, nach eigenen Texten), 2007
- Psalm 96 für mittlere Stimme und Orgel, 2007
- Lust & Liebe (12 Lieder nach Kontaktanzeigen) für mittlere Stimme und Klavier, 2010
- Das Kirchenjahr – 32 Motetten für gemischten Chor a cappella, 2019/20

### Orchesterwerke
- Sinfonie Nr. 1 („Berliner Sinfonie“), 2002
- Sinfonie Nr. 2, 2002/04
- Sinfonie Nr. 3 („Sinfonie der Farben“), 2012/15
- Sinfonie Nr. 4 („Sinfonie des Lichts“), 2016
- Sinfonie Nr. 5 („Reformations-Sinfonie“), 2016/17
- Sinfonie Nr. 6, 2018
- Sinfonie Nr. 7, 2020
- Sinfonie Nr. 8, 2022
- Sinfonie Nr. 9, 2024
- Klavierkonzert, 2006
- Sinfonia piccola (Sinfonietta, nach Bildern von Gerhard Richter), 2003/04
- Cantico delle creature, Streichorchesterfassung vom Finalsatz des Streichquartetts Nr. 2, 1995/99
- Symphonic Prelude, 2008

### Kammermusik
- Brassphony, kleine Sinfonie für 10 Blechbläser, 2003
- Quintett für Klavier und Streichquartett, 1997/98
- 4 Streichquartette (1992, 1995, 2001, 2020)
- Adagio für Streichquartett, 2001
- Romanza con Fuga für Saxophonquartett oder Streichquartett, 2000
- Klaviertrio, 2004
- Märchenbilder (ein leichtes Klaviertrio), 2006
- Tripelfuge (Besetzung variabel) 1987
- Streichtrio, 2009
- 2 Sonaten für Violoncello und Klavier (2000, 2019)
- Sonata „Orient & Occident“ für Oboe und Klavier, 2015
- Sonata für Klarinette und Klavier, 2019
- 2 Sonaten für Violoncello und Klavier (2000, 2019)
- 4 kleine Stücke für Alt-Saxophon und Klavier, 2001
- 4 Stücke für Violoncello solo (nach eigenen Bildern), 1993
- Cantiques d'amour, 7 Miniaturen für Klarinette solo, 2000
- Meditation für Klarinette solo, 2007
- Consolations für Violine solo, 2005
- 4 Mandalas für Hackbrett solo, 2010
- 7 Miniaturen für Marimba solo, 2014
- Sonate für Violine und Klavier, 2022
- Duo-Sonatinen (mit Klavier) für: Flöte, Oboe, Klarinette, Fagott, Horn, Trompete, Posaune, Tuba, Violine, Viola, Cello und Kontrabass, 2013-2023

### Klavierwerke
- 5 Klavierstücke (Präludium, Impromptu, Bagatelle, Nocturne, Capriccio), 1990–95
- Media vita in morte sumus (zu einem eigenen Bild), 1996
- Resurrexit (zu einem eigenen Bild), 1996
- Sonatine, 1999
- Sonne, Mond und Sterne. Erinnerungen an meine Kindheit (3 Stücke zu eigenen Bildern), 1997/98
- Märchen der Welt (7 Märchen aus 6 Kontinenten, mit jeweils 9–13 Klavierstücken) 2000–2009
- Im Mondlicht (Klavierstück zu dem gleichnamigen Bild von Hans Thiemann), 2001
- Präludium und Fuge, 2003
- 5 Sonaten (2008, 2009, 2013, 2014, 2014)
- Still-Leben, 16 Miniaturen für Klavier, 2008
- Klee-Blätter, 6 Klavierstücke zu Bildern von Paul Klee, 2008
- Ikonen, 5 Klavierstücke nach russischen Ikonenmotiven, 2009
- Reflexionen (Reflections), 64 Miniaturen, 2009-2012
- Fresken, 24 Klavierstücke zu Giottos Leben-Jesu-Fresken in Padua, 2015/16
- Orpheus und Eurydike, 5 Stücke für Klavier zu 4 Händen, 1992–94
- Prima vista, 12 kleine Stücke zu vier Händen, 2005
- 3 Stücke für die linke Hand, 1998
- Manus dextra, 3 Klavierstücke für die rechte Hand allein, 2005

### Orgel
- Apocalypsis, 7 Orgelstücke zu eigenen Bildern nach der Johannes-Offenbarung, 1992
- Genesis, 7 Orgelstücke nach Genesis 1,1 - 2,4, 1995
- Suite in 7 Teilen nach Szenen aus dem Neuen Testament für 2 Spieler an einer Orgel, 1998
- Toccata, Adagio und Fuge, 2011
- Morgenglanz der Ewigkeit (Fantasie und Fuge), 2013
- Ein feste Burg ist unser Gott (Choral-Triptychon), 2016
- Nun komm der Heiden Heiland (Choralvariationen), 2017
- Ludi Organi, 24 frei Orgelstücke, 2017–19

### Orgel plus 1 Melodie-Instrument
- Triptychon. 3 Meditationen über Farben für Klarinette und Orgel, 1996
- City-Prayers für Alt-Saxophon und Orgel, 2008
- Marianisches Triptychon für Alt-Saxophon und Orgel, 2008
- Sonata d’amore für Oboe d’amore und Orgel, 2010
- Sonata für Marimba und Orgel, 2019
- Englische Suite (Englisch Suite) für Violine und Orgel, 2020

### Improvisations-Konzepte
- 5 Improvisationen für 2 Klaviere (zu eigenen Bildern), 1991
- 7 Graphische Notationen für 2 Klaviere, 1991
- Klangfarben (zwölfteiliger Zyklus zu eigenen Bildern) für Orgel, 1996
- Modern Art (siebenteiliger Klavierzyklus zu moderner Kunst) 2008

### Bearbeitungen
- Das Jahr, Klavierzyklus von Fanny Hensel, für Orchester, 2007/08
- 14 persische Volkslieder, leichte Arrangements für Klavier, 2000/05
- Alla Turca, Sonatensatz von W. A. Mozart für Baglama (türk. Laute) und Klavier, 2013
- 3 Bachsche Choralbearbeitungen, Arr. der „Schübler-Choräle“ (BWV 647, 649 und 650) für Saxophon und Orgel, 1997/2015